# Fatty's New Role
Fatty's New Role é um curta-metragem mudo norte-americano de 1915, do gênero comédia, dirigido por Roscoe Arbuckle.

## Elenco
- Fatty Arbuckle - Fatty
- Mack Swain - Ambrose Schnitz
- Slim Summerville - Bartender